# Paraphisis
Paraphisis is een geslacht van rechtvleugeligen uit de familie sabelsprinkhanen (Tettigoniidae). De wetenschappelijke naam van dit geslacht is voor het eerst geldig gepubliceerd in 1912 door Karny.

## Soorten
Het geslacht Paraphisis omvat de volgende soorten:
- Paraphisis kurnkuni Rentz, 2001
- Paraphisis listeri Kirby, 1888
- Paraphisis lynae Rentz, 2001
- Paraphisis modla Rentz, 2001
- Paraphisis nurragi Rentz, 2001
- Paraphisis turnar Rentz, 2001
- Paraphisis wirreecoo Rentz, 2001
- Paraphisis wonnewarra Rentz, 2001
- Paraphisis acanthiola Jin, 1992
- Paraphisis acuminata Jin, 1992
- Paraphisis arfakensis Jin, 1992
- Paraphisis helleri Karny, 1912
- Paraphisis lingulata Jin, 1992
- Paraphisis longipennis Kästner, 1933
- Paraphisis longipygida Jin, 1992
- Paraphisis noonadanae Kevan, 1992
- Paraphisis pachycercata Jin, 1992
- Paraphisis proxima Jin, 1992
- Paraphisis rubrosignata Bolívar, 1905
- Paraphisis spinicercis Jin, Kevan & Hsu, 1991
- Paraphisis trigonata Jin, 1992
- Paraphisis tropida Jin, 1992
- Paraphisis truncata Jin, 1992
- Paraphisis alumba Rentz, 2001
- Paraphisis chopardi Jin, Kevan & Hsu, 1991
- Paraphisis leawillia Rentz, 2001
- Paraphisis tryonensis Jin, 1992
- Paraphisis turnar Rentz, D.C.F., 2001
- Paraphisis wirreecoo Rentz, D.C.F., 2001
- Paraphisis wonnewarra Rentz, D.C.F., 2001